# Paul-Émile Rochon
Paul-Émile Rochon (St-Eustache, Quebec, 8 de octubre de 1878 - Ottawa, Ontario, - 11 de marzo de 1966) fue un médico canadiense.

## Biografía
Hijo de Léon y Arthémise Cléroux, se licenció Cum laude en medicina en 1902 y vivió en Clarence Creek, Prescott-Russell, de 1913 a 1946.
Presidente de la Asociación Franco-canadiense de Educación de Ontario (ACFEO) de 1934 a 1938, propuso un cambio de nombre para asociación de ACFEO a AFO (Asociación Franco-Ontarianos) que no tuvo éxito, sin embargo más tarde sí que se cambiaría a AFO (Asamblea de Francófonos de Ontario).

## Matrimonios
- Matrimonio del Dr Rochon y Regina Leblanc : el 6 de junio 1904, en Saint-Enero, Co. Terrebonne, Quebec.
- Matrimonio del Dr Rochon y Diana Leblanc (hermana de al precedente) el 27 de abril 1910, en Mascouche

- Datos: Q3370405
- Multimedia: Paul-Émile Rochon / Q3370405